# نوردلاند

موقعیت نوردلاند در نروژ

 یا نورلان (نروژی: Nordland) یکی از استان‌های نروژ است که در منطقهٔ نروژ شمالی واقع شده‌است. این استان از شمال با استان ترومس، از جنوب با نورد تروندلاگ، از شرق با استان نوربوتن در سوئد، از جنوب‌شرقی با استان وستربوتن، و از غرب با اقیانوس اطلس (دریای نروژ) هم‌مرز است. مراکز اداریِ استان در شهر بودو واقع شده‌است. جزیرهٔ شمالی یان ماین از ۱۹۹۵ زیرنظر این استان اداره می‌شود.